# مانسوة رفيعة الأسنان
مانسوة رفيعة الأسنان (الاسم العلمي:Mansoa angustidens) هي نوع من النباتات تتبع جنس المانسوة من الفصيلة البنيونية.